# 摩拉瓦河
摩拉瓦河（捷克語、斯洛伐克語：Morava，發音：[març] ⓘ，马尔希河）是多瑙河的一條支流。長358公里，流域面積約27,000平方公里。
發源於捷克鄰近波蘭的蘇台德山脈。在下游分別形成捷斯部份邊界和斯洛伐克與奧地利大部份邊界。最後在布拉迪斯拉發以西注入多瑙河。
捷克的摩拉維亞的名字源於本河。